# Dacus croceus
Dacus croceus är en tvåvingeart som beskrevs av Munro 1957. Dacus croceus ingår i släktet Dacus och familjen borrflugor. Inga underarter finns listade i Catalogue of Life.